# Jana Doležalová (basketbalistka)
Jana Doležalová roz. Zoubková (* 21. září 1948, Praha) je československá hráčka basketbalu. Je vysoká 173 cm. Je zařazena na čestné listině mistrů sportu.

## Sportovní kariéra
V basketbalovém reprezentačním družstvu Československa v letech 1970 až 1974 hrála celkem 36 utkání a má podíl na dosažených sportovních výsledcích. Zúčastnila se Mistrovství světa 1971 v Brazílii – 2. místo a Mistrovství Evropy 1974, na nichž získala dvě stříbrné medaile za druhá místa na MS 1971 a ME 1974 a titul vicemistra světa resp. Evropy. Na Mistrovství Evropy juniorek do 18 let v roce 1967 (Sardinie, Itálie) s družstvem Československa získala za druhé místo také titul vicemistra Evropy.
V československé basketbalové lize žen hrála celkem 7 sezón (1968–1975) za družstvo Sparta Praha, s nímž získala v ligové soutěži pět titulů mistra Československa (1969, 1970–1972,1973–1975) a dvakrát druhé místo (1970, 1973). Je na 249. místě v dlouhodobé tabulce střelkyň československé ligy žen za období 1963–1993 s počtem 627 bodů. S klubem se zúčastnila 6 ročníků Evropských pohárů klubů, z toho 5 ročníků Poháru mistrů evropských zemí v basketbalu žen (PMEZ) v němž byla na druhém místě po prohře ve finále s klubem Daugawa Riga (1972) a třikrát prohrála v semifinále Poháru mistrů proti klubům Wisla Krakov, Polsko (1970), Daugawa Riga (1973) a CUC Clermont Ferrrand (1975). Dále v Poháru vítězů pohárů – Ronchetti Cup 1974 byla s družstvem vyřazena v semifinále od GS San Giovanni (Itálie).  

## Sportovní statistiky

### Kluby
- 1968–1975 Sparta Praha, celkem 7 sezón a 7 medailových umístění: 5× mistryně Československa (1969, 1970–1972, 1973–1975), 2× vicemistryně Československa (1970, 1973)

### Evropské poháry
S klubem Sparta Praha – je uveden počet (zápasů, vítězství – porážky) a celkový výsledek v soutěži
- v Pohár mistrů evropských zemí v basketbalu žen (PMEZ) – celkem 5 ročníků, 1× 2. místo, 3× v semifinále
  - 1972 – 12 (6-6), výhra v semifinále nad CUC Clermont Ferrand, Francie, prohra ve finále s Daugawa Riga, 2. místo
  - 3× vyřazena v semifinále: 1970 (10 7-3) od Wisla Krakov, Polsko, 1973 (10 6-4) od Daugawa Riga, 1975 (10 6-4) od CUC Clermont Ferrand, Francie, 1× vyřazena v čtvrtfinále: 1969 (4 3-1)
- Pohár vítězů pohárů – Ronchetti Cup – celkem 1 ročník
  - 1974 (8 3-5), v semifinále vyřazena od GS San Giovanni (Itálie)

### Československo
- Mistrovství světa: 1971 Sao Paulo, Brazílie (12 /4) 2. místo
- Mistrovství Evropy: 1974 Cagliari, Itálie (22 /6) 2. místo
- 1970–1974 celkem 36 mezistátních zápasů, na MS a ME celkem 34 bodů v 10 zápasech
- Mistrovství Evropy juniorek do 18 let: 1967 Sardinie, Itálie (78 /9), titul vicemistryně Evropy za 2. místo
- Získala titul mistryně sportu